# Kanduoih-giri
Kanduoih-giri is een van de onbewoonde eilanden van het Kaafu-atol behorende tot de Maldiven.